# The Thinning
 (mars 2017).
 (mars 2017).
Pour plus de détails, voir Fiche technique et Distribution.
The Thinning est un film américain de science-fiction réalisé par Michael J. Gallagher et diffusé sur Youtube Red (en) le 12 octobre 2016.

## Synopsis
Dans un avenir proche, l'humanité est confrontée à une crise démographique majeure, marquée par une surpopulation croissante. Face à cette situation et dans le but de réguler la population, les autorités instaurent des mesures strictes de contrôle des naissances, et envisagent, voire appliquent, des politiques d'euthanasie systématique à l'égard des personnes âgées.
Dans ce contexte oppressif, deux étudiants découvrent que les tests de conformité imposés par le gouvernement ne sont qu'un subterfuge destiné à dissimuler un complot de plus grande envergure. Prenant conscience de l'ampleur de la manipulation, ils décident de défier l'ordre établi. Leur objectif est de dévoiler la vérité au grand public et de démanteler le système en place, mettant en lumière les pratiques éthiquement discutables et les abus de pouvoir perpétrés par les autorités.

## Distribution
- Logan Paul : Blake Redding
- Peyton Roi List : Laina Micheals
- Matthew Glave : Dean Redding
- Calum Worthy : Kellan Woods
- Michael Traynor (en) : Mason King
- Sunkrish Bala : Dr Patel
- Robert Gant : Vince Davi
- Lia Marie Johnson : Ellie
- Ryan Newman : Sarah Foster
- Amy Paffrath : Wendy Banks
- Miles Elliot : Simon
- Jana Winternitz : Ms. Cole
- Kiersten Warren : Barbara Michaels
- Scott Broderick : Carl
- Adwin Brown : le mec BCBG
- Kurt Caceres (en) : Hank
- David A. Cooper : Ted Grover